# Deserto Katpana
O Deserto Katpana, também conhecido como Deserto do Frio ou Biama Nakpo, é um deserto de alta altitude localizado perto de Skardu, em Guilguite-Baltistão, no Paquistão. O deserto contém grandes dunas de areia que às vezes ficam cobertas de neve durante o inverno. Situado a uma altitude de 2.226 metros acima do nível do mar, o Deserto Katpana é um dos desertos mais altos do mundo. Enquanto o deserto se estende tecnicamente do Vale de Khaplu ao Vale de Nubra, na Índia - onde é administrado pelo Ladaque - a maior área desértica propriamente dita, é encontrada em Skardu e no Vale Shigar, ambos dentro do território administrado pelo Paquistão. A parte do deserto mais frequentada pelos turistas fica perto do Aeroporto de Skardu.

## Gallery

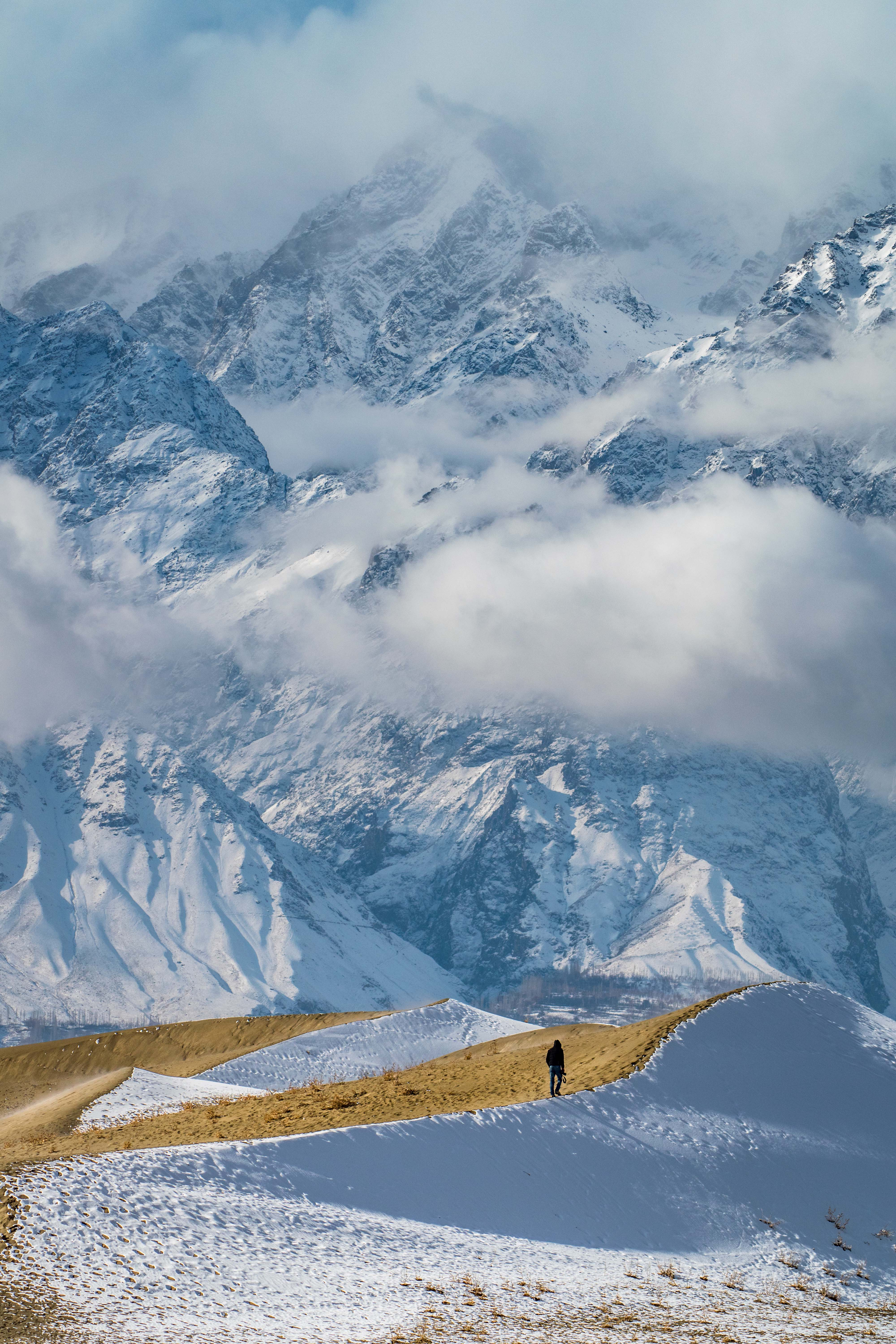
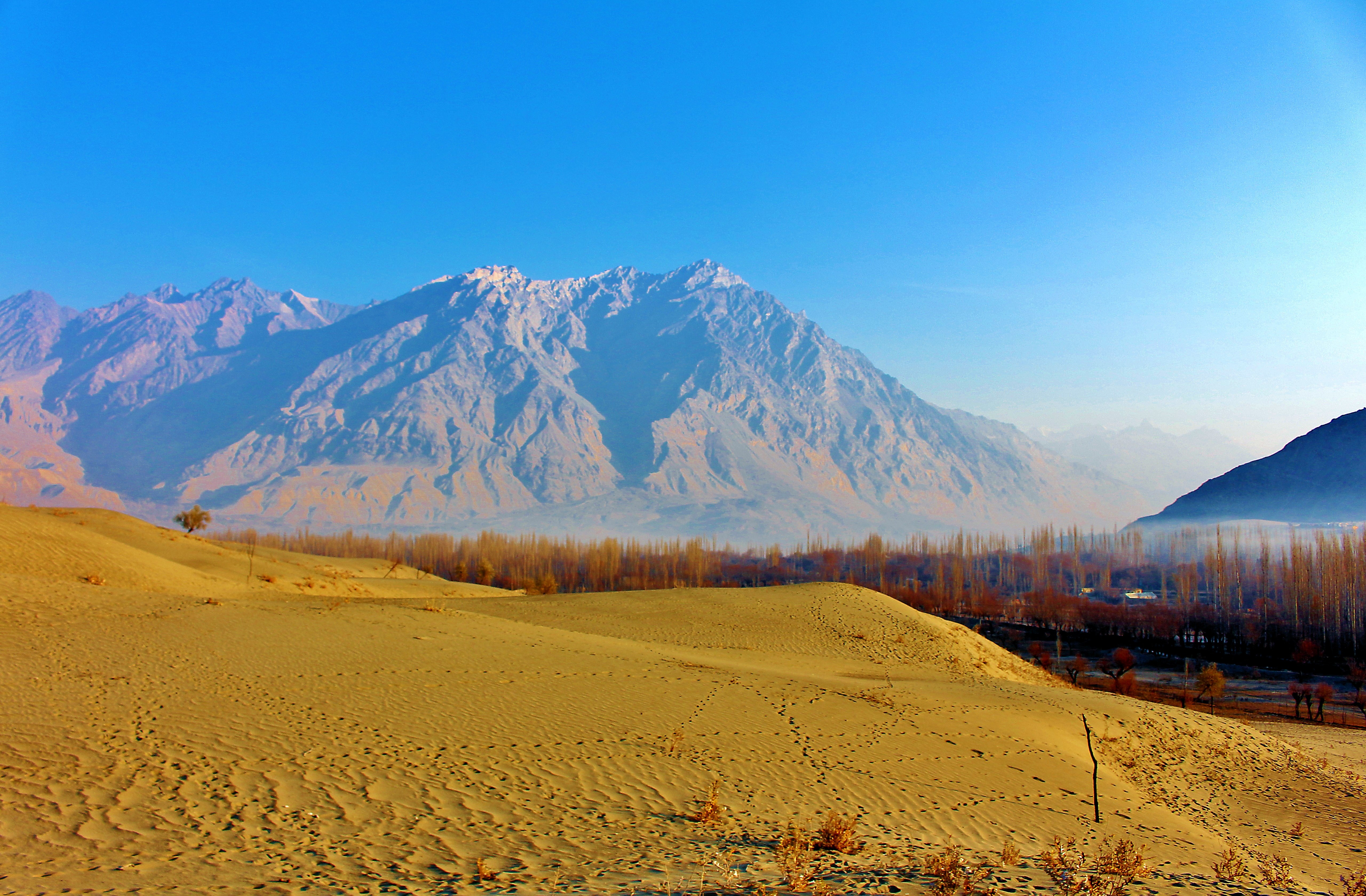
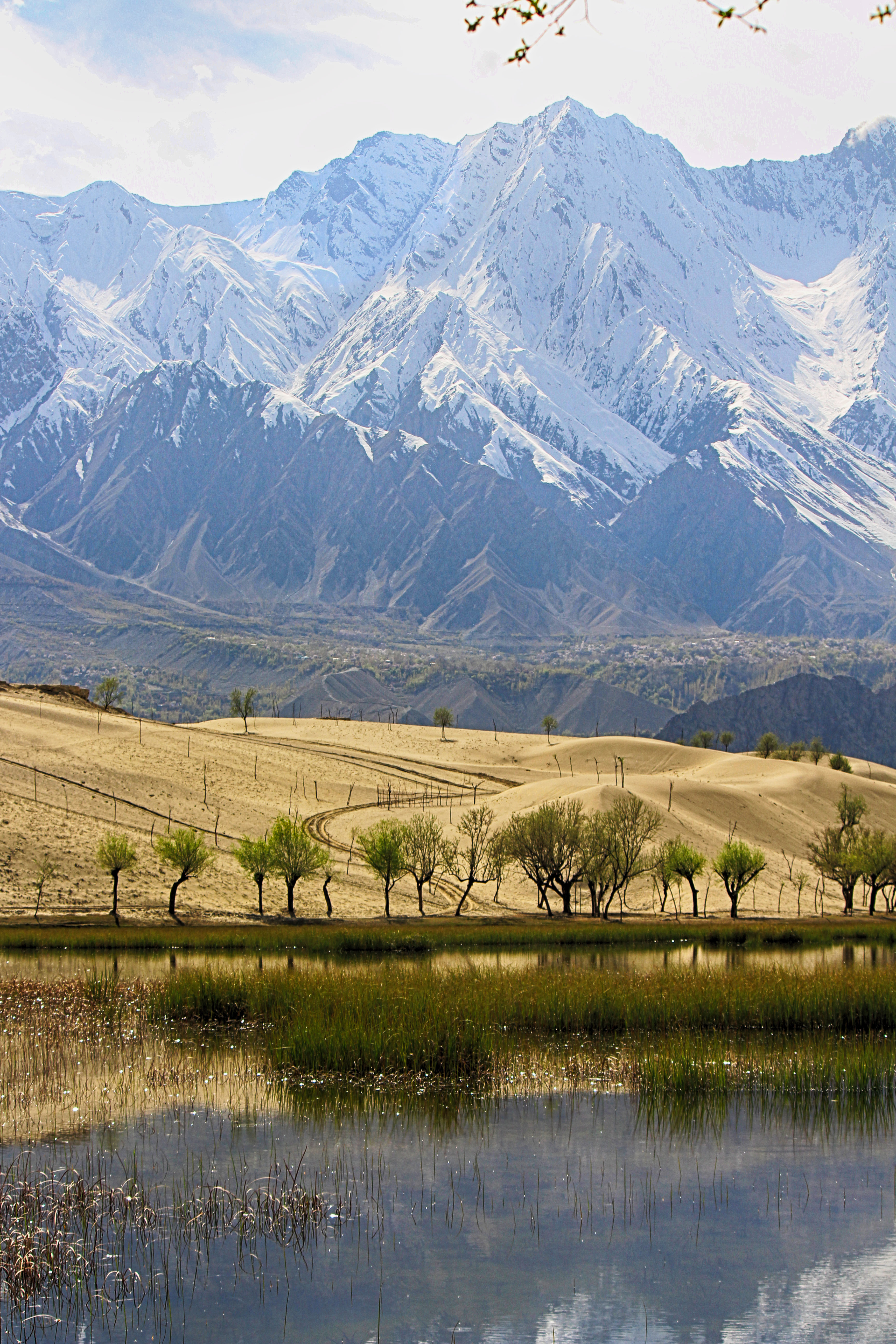
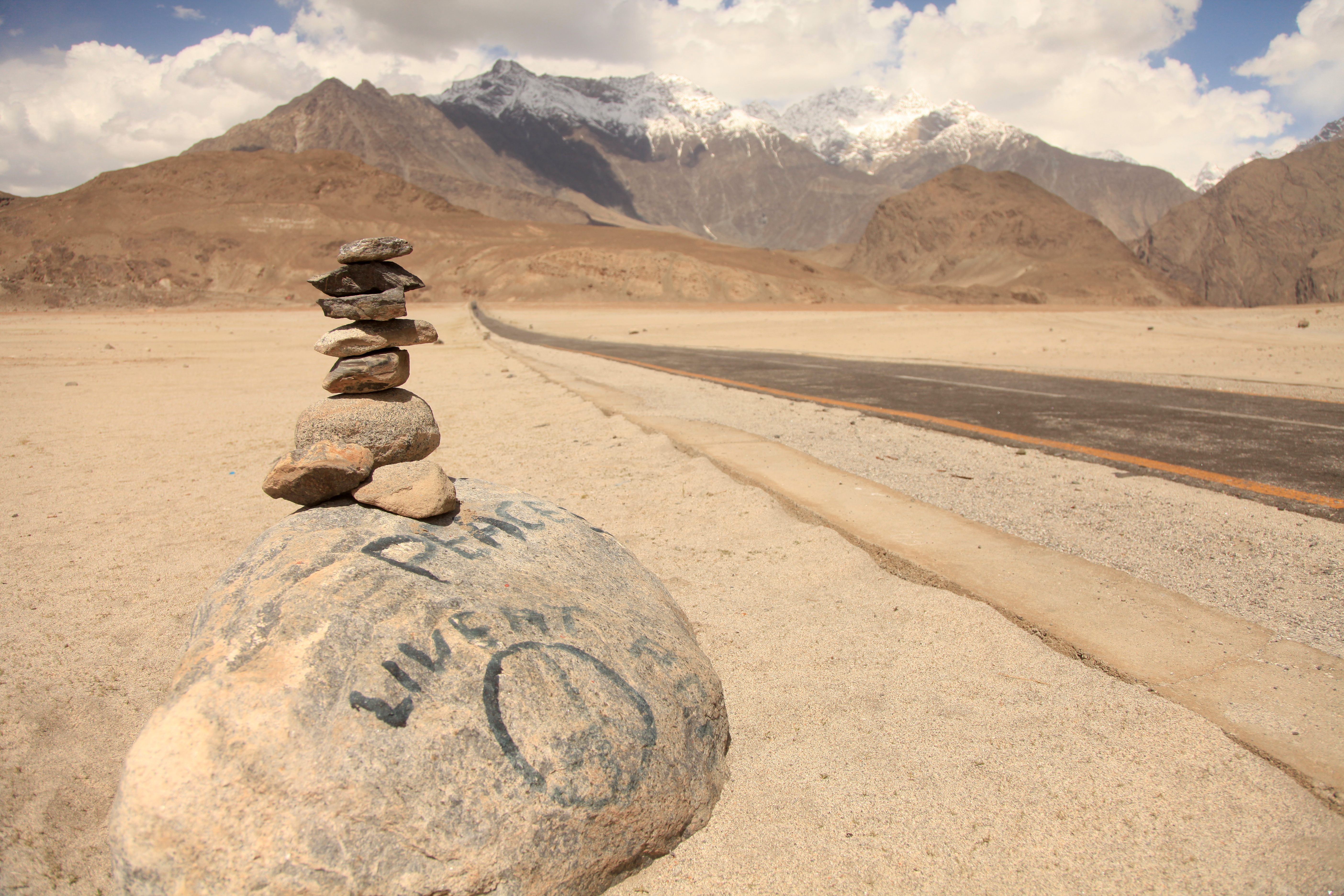
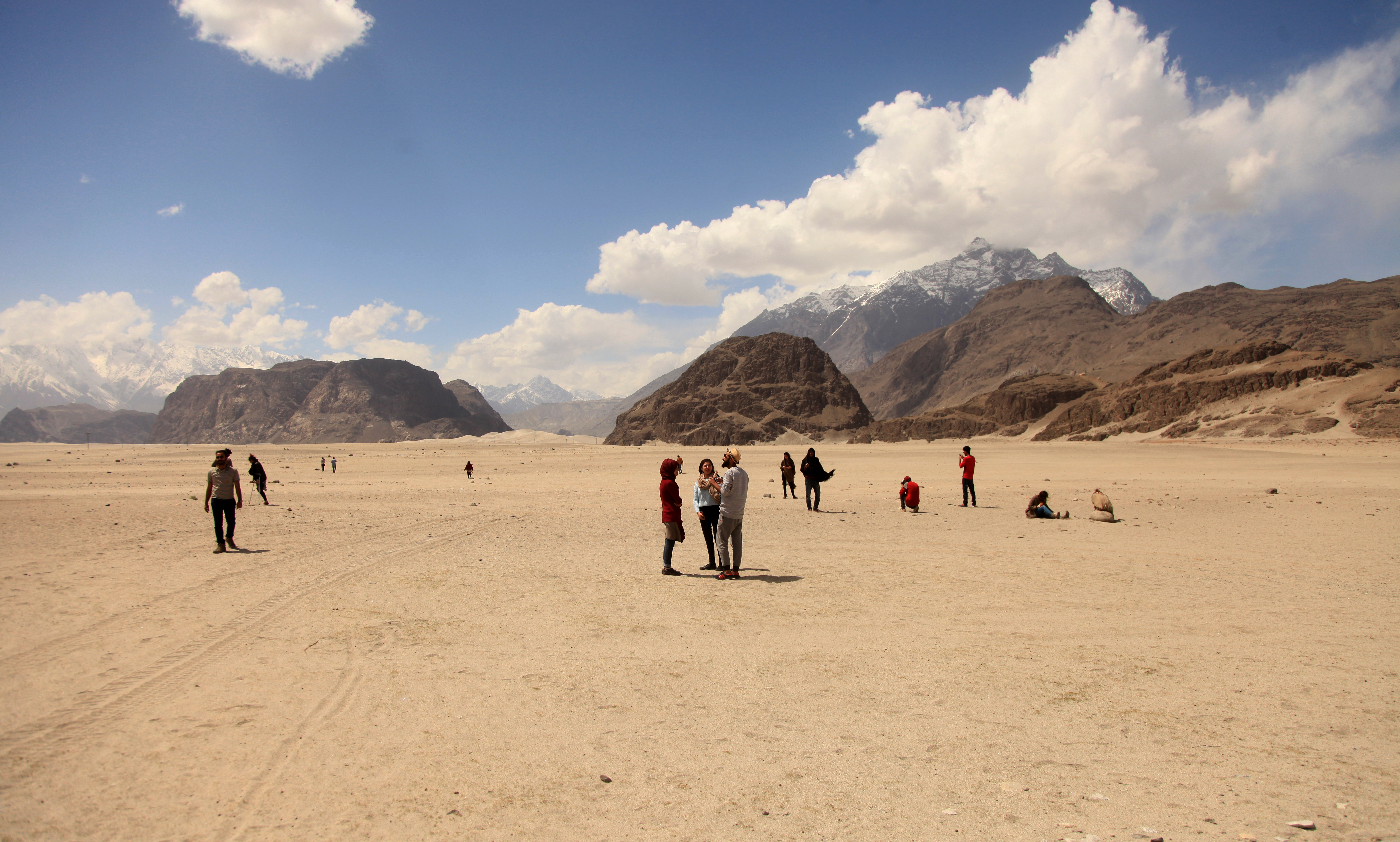